# Митлуда
Митлуда (цез. Меткьо) — село в Цунтинском районе Республики Дагестан. Входит в состав Тляцудинского сельсовета.

## География
Село находится на берегу реки Метлюта (бассейн реки Андийское Койсу), на расстоянии 37 км к северу от села Цунта, административного центра района.

## История
В 1944 году село было ликвидировано, а население переселено в село Тевзана Веденского района. В 1957 году было восстановлено.

## Население
| 1926 | 1939 | 1970 | 1989 | 2002 | 2010 | 2021 |
| ---- | ---- | ---- | ---- | ---- | ---- | ---- |
| 78   | ↗85  | ↘63  | ↗71  | ↘57  | ↘41  | ↘15  |

### Национальный состав
По данным Всероссийской переписи населения 2010 года:
| № | Национальность | Численность, чел. | Доля |
| - | -------------- | ----------------- | ---- |
| 1 | аварцы         | 6                 | 6 %  |
| 2 | дидойцы        | 42                | 94 % |